# عظميات البطن
عظميات البطن (الاسم العلمي: Gasterosteiformes) هي رتبة من الأسماك تتبع طائفة الأسماك العظمية من شعبة الحبليات. الأسم مشتق من الأسم العلمي للجنس النموذجي أبو شوكة (الاسم العلمي: Gasterosteus) وهو مؤلف من كلمتين إغريقيتين هما gaster وتعني بطن (بالإنكليزية:stomach) وosteon وتعني عظم (بالإنكليزية:bone).

## فصائل
- عظمية البطن